# God of War: Origins Collection
God of War: Origins Collection (llamado God of War Collection Volume II en Europa) es un videojuego de SCE Santa Monica Studio. El juego es una entrega para la videoconsola de Sony, PlayStation 3, y se basa en las dos entregas para PlayStation Portable (PSP): God of War: Chains of Olympus y God of War: Ghost of Sparta. El videojuego está remasterizado en HD, con la resolución de 1080p, además tiene la opción 3D, incorpora trofeos al igual que las otras entregas de God of War, compatibilidad con el DualShock 3, y todo ello en un único disco Blu-Ray. Es su encarnación portátil al mundo de las sobremesas.
Su lanzamiento se realizó el 13 de septiembre de 2011.